# Colonne de la Gloire
La Colonne de la Gloire (russe : Колонна Славы, Kolonna Slavy), parfois appelée Colonne commémorative à la Guerre Russo-turque, est un mémorial situé à proximité de la Cathédrale de la Trinité à Saint-Pétersbourg, en Russie. Achevé en 2004 comme un cadeau au 300e anniversaire de la ville en 2003, le monument est une réplique exacte de celui datant de 1886, qui a été détruit par le leader Soviétique Joseph Staline en 1929.

## Histoire
En l'honneur de la victoire dans la Guerre Russo-turque de 1877-1878, quand les Russes ont libéré la Bulgarie de l'occupation turque, une colonne commémorative a été construite en 1886, devant la façade nord de la Cathédrale de la Trinité. Le monument s'élevait à huit mètres de haut, il était couronné par la figure ailée de la victoire, tenant une couronne de feuilles de chêne dans une main et des branches de palmier dans l'autre. Un escalier en colimaçon en fer était situé à l'intérieur. Dix canons entouraient l'extérieur du monument. En 1929, la colonne a été démontée et vendue par le Gouvernement Soviétique à l'Allemagne.
En 2004, le monument est reconstruit à l'aide des plans d'origine. Les fondations de la colonne sont construites avec les répliques exactes de 128 canons turcs en fonte réalisées par le Combinat métallurgique de Novolipetsk. Les canons et les autres pièces en métal de la colonne ont été offerts à Saint-Pétersbourg en cadeau pour son 300e anniversaire .